# Милан Томић (спортски радник)
Др Милан Томић (Доња Шаторња, 11. фебруара 1949) директор је Дирекције за имовину Републике Србије, члан УО ФК Црвена звезда и члан Европске експертске групе.
Дипломирао је 1975. на Факултету физичке културе на тему „Специфичности трчања на 3.000m са препрекама“. Магистрирао је 1993. на ФФК Универзитета у Београду на тему, Увођење менаџмента у процесе спортске организације“. Докторирао 1995. на ФФК на тему „Значај вредновања, едукације и селекције менаџера у спорту“.
Објавио је више научних радова на тему менаџмента у спорту, удружења грађана и непрофитних организација.